# عقلانية محدودة

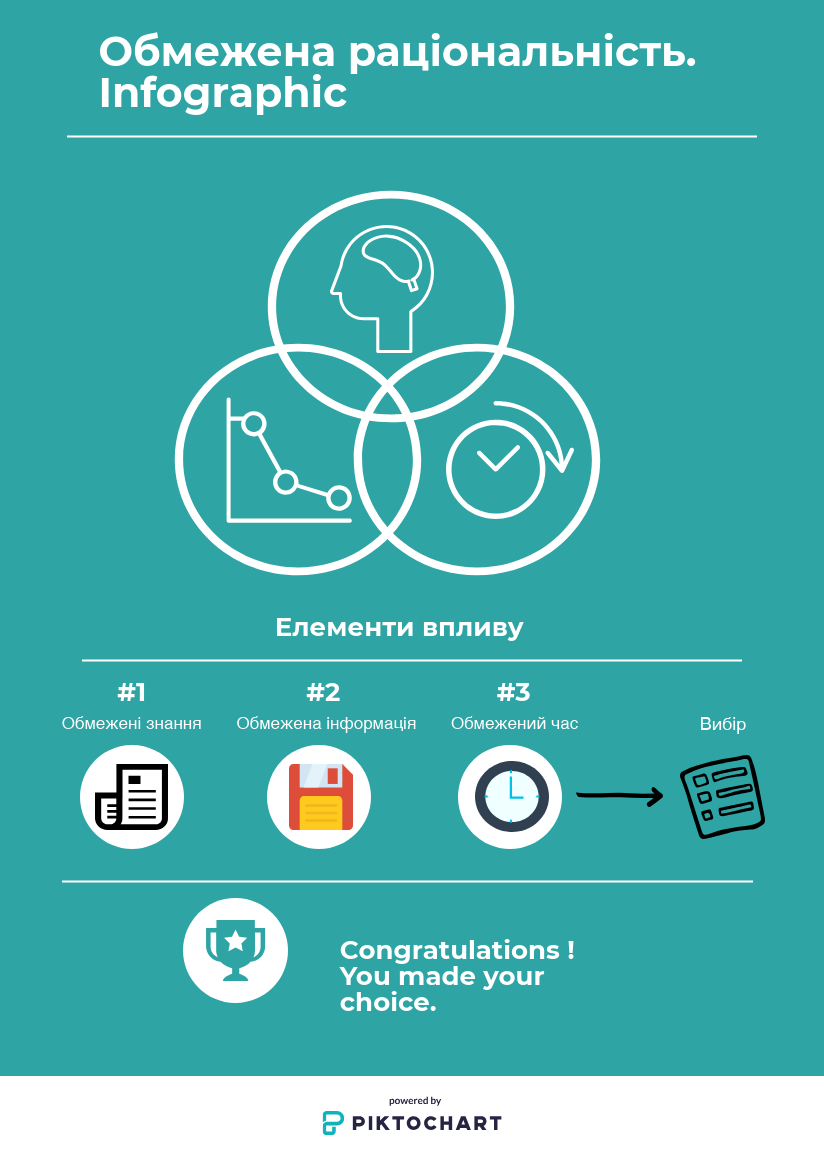

العقلانية المحدودة هي فكرة تصف محدودية عقلانية الفرد عند اتخاذه للقرارات. وتصفها بأنها عقلانية محدودة بمدى سهولة المشكلة المراد حلها، ومحدودة بالقيود المعرفية للفرد، وايضاً محدودة بالوقت المتاح لاتخاذ القرار. وبالتالي، فأن صناع القرار من هذا المفهوم دائما ماتكون قراراتهم مرضيه لا مثالية، أي انهم يبحثون دوماً عن حل مرضي بدلاً من البحث عن الحل الأمثل. اقترح هربرت أ. سيمون العقلانية المحدودة كبديل للنماذج الرياضية الخاصة بصناعة القرار، والتي تستخدم في الاقتصاد، العلوم السياسية والتخصصات ذات الصلة. وهي برأيه تدعم فكرة ان حدود العقلانية هي حدود المثالية، والتي تصف عملية اتخاذ القرار على انها عملية للعثور على الاختيار الأمثل في ضوء المعلومات المتاحة. أستخدم سيمون أسلوب المقارنة واتخذ من المقص مثال، حيث جعل إحدى شفراته تمثل القيود المعرفية الفعلية للبشر والشفرة الأخرى تمثل تركيبة البيئة المحيطة، موضحاً العملية التي يقوم بها العقل ليعوض محدودية مواردة من خلال استغلال التركيبة البيئية من حوله.
بعض نماذج السلوك الإنساني المستخدمة في العلوم الاجتماعية تفترض أن الإنسان يمكن وصفه بأنه كائن عقلاني (انظر نظرية الاختيار العقلاني). والعديد من نماذج الاقتصاد تفترض أن الناس بالمتوسط عقلانيون، وغالبهم يتصرف وفقاً لتفضيلاتهم.
مفهوم العقلانية المحدودة ينقح هذه الافتراضيات لمراعاة حقيقة أن القرارات العقلانية المثالية غالبا ما تكون غير ممكنة عملياً بسبب صعوبة التحكم بمدى سهولة المشاكل المراد حلها، ومحدودية النماذج الحاسوبية المتاحة لمساعدة صناع القرار.

## اصل المنشأ
تمت صياغة هذا المصطلح من قبل هربرت أ. سيمون والذي اشار في نماذج الرجل ، إحدى أهم أعماله، إلى أن غالبية الناس هم عقلانين بشكل جزئي وغير عقلانين في الجزء المتبقي من سلوكياتهم. في عمل آخر، قال: من يتصفون بالعقلانية المحدودة يواجهون صعوبة في صياغة وحل المسائل المعقدة، ومحدودية في معالجة (استقبال، وتخزين، واسترجاع، وتحويل) المعلومات".

## علاقتها بالأقتصاد السلوكي
العقلانية المحدودة تضمنت فكرة أن الأنسان لا يتبع التسلسل المنطقي كاملاً بل يختصره متبعاً طرقاً مختصرة قد تقوده إلى إتخاذ قرارات غير مثالية.وقد شارك علماء الاقتصاد السلوكي في رسم وتطوير خارطة تبين الطرق المختصرة المستخدمة من قبل الأفراد من أجل المساعدة في زيادة فعالية إتخاذ القرار لدى الإنسان. كتاب وكزة ([nudge book Nudge]) لمؤلفيه (كاس سنستين و ريتشارد تايلر قدم أحد الطرق لتخطي هذه المشكلة في اختصار التسلسل المنطقي للقرار. أوصى سنستين وتايلر ان هندسة علم الاختيار يتم تعديلها وفقاً لحدود عقلانية البشر. فعلى سبيل المثال، تم اقتراح وضع الغذاء الصحي في محلات البيع على مستوى البصر من أجل زيادة احتمالية اختياره من قبل الأفراد بدلاً من اختيار غذاء أقل صحة. على كل حال، انتقد البعض هذه التوصية بشدة مبررين بذلك ان تعديل هندسة علم الأختيار والتحكم به ستقود الأنسان إلى ان يصبح أسوأ في أتخاذ القرارات مستقبلاً.

## تأثيرها على منظومة الشبكة الأجتماعية
وقد أظهرت الأبحاث الحديثة أن العقلانية المحدودة للأفراد قد تؤثر على طوبولوجيا الشبكة الاجتماعية التي تتطور فيما بينها. وعلى وجه الخصوص، أظهرت دراسة قام بها كاسثوريراثنا وبيرافينان  أنه في النظم الاجتماعية - الإيكولوجية، قد يكون التوجه نحو تحسين العقلانية سبباً تطورياً لظهور خصائص خالية من المقاييس. وقد قاموا بذلك من خلال محاكاة عدد من الألعاب الاستراتيجية على شبكة عشوائية في البداية، ثم إعادة توصيل الشبكة بحيث تتقارب الشبكة (في المتوسط) نحو توازن ناش. ولاحظوا أن عملية إعادة توصيل الشبكات هذه تؤدي إلى شبكات خالية من المقاييس. وبما أن الشبكات الخالية من المقاييس موجودة في كل مكان في النظم الاجتماعية، فإن الصلة بين توزيعات العقلانية المحدودة والبنية الاجتماعية مهمة في تفسير الظواهر الاجتماعية.

## لمزيد من الأطلاع
- Bayer, R. C., Renner, E., & Sausgruber, R. (2009). Confusion and reinforcement learning in experimental public goods games. NRN working papers 2009-22, The Austrian Center for Labor Economics and the Analysis of the Welfare State, Johannes Kepler University Linz, Austria.
- Elster, Jon (1983). Sour Grapes: Studies in the Subversion of Rationality. Cambridge University Press. ISBN:0-521-25230-X.
- Gigerenzer, Gerd؛ Selten, Reinhard (2002). Bounded Rationality. ميت بريس. ISBN:0-262-57164-1. {{استشهاد بكتاب}}: الوسيط غير المعروف |last-author-amp= تم تجاهله يقترح استخدام |name-list-style= (مساعدة)
- Hayek, F.A (1948) Individualism and Economic order
- Kahneman, Daniel (2003). "Maps of bounded rationality: psychology for behavioral economics". The American Economic Review. ج. 93 ع. 5: 1449–75. DOI:10.1257/000282803322655392.
- March, James G. (1994). A Primer on Decision Making: How Decisions Happen. The Free Press. ISBN:0-02-920035-0.
- Simon, Herbert (1957). "A Behavioral Model of Rational Choice", in Models of Man, Social and Rational: Mathematical Essays on Rational Human Behavior in a Social Setting. New York: Wiley.
- March, James G.؛ Simon, Herbert (1958). Organizations. John Wiley and Sons. ISBN:0-471-56793-0. {{استشهاد بكتاب}}: الوسيط غير المعروف |last-author-amp= تم تجاهله يقترح استخدام |name-list-style= (مساعدة)
- Simon, Herbert (1990). "A mechanism for social selection and successful altruism". Science. ج. 250 ع. 4988: 1665–8. DOI:10.1126/science.2270480. PMID:2270480.
- Simon, Herbert (1991). "Bounded Rationality and Organizational Learning". Organization Science. ج. 2 ع. 1: 125–134. DOI:10.1287/orsc.2.1.125.
- Tisdell, Clem (1996). Bounded Rationality and Economic Evolution: A Contribution to Decision Making, Economics, and Management. Brookfield. ISBN:1-85898-352-5.
- Williamson, Oliver E. (1981). "The economics of organization: the transaction cost approach". American Journal of Sociology. American Journal of Sociology. ج. 87 ع. 3: 548–577 (press +).

## وصلات خارجية
- Mapping Bounded Rationality by Daniel Kahneman
- Artificial Intelligence and Economic Theory chapter 7 of Surfing Economics by Huw Dixon.
- عقلانية محدودة entry in the موسوعة الإنترنت للفلسفة